# Constante de gravitación universal
La constante de gravitación universal (G) es una constante física obtenida de forma empírica, que determina la intensidad de la fuerza de atracción gravitatoria entre los cuerpos. Se denota por «G» y aparece tanto en la ley de gravitación universal de Newton como en la teoría general de la relatividad de Einstein. La medida de G fue obtenida implícitamente por primera vez por Henry Cavendish en 1798. Esta medición ha sido repetida por otros experimentadores aportando mayor precisión.
Aunque G fue una de las primeras constantes físicas universales determinadas, debido a la extremada pequeñez de la atracción gravitatoria, el valor de G se conoce con una incertidumbre de 1 parte entre 10 000, siendo una de las constantes conocidas con menor exactitud. Su valor aproximado (con la incertidumbre de medida entre paréntesis) es:

{\displaystyle G=6.67430(15)\times 10^{-11}\;{\cfrac {{\text{N}}\,{\text{m}}^{2}}{{\text{kg}}^{2}}}=6.67430(15)\times 10^{-11}\;{\cfrac {{\text{m}}^{3}}{{\text{s}}^{2}\,{\text{kg}}}}}

Lo que se corresponde a una incertidumbre relativa de {\displaystyle 2.2\cdot 10^{-5}}

## Teoría de la gravitación de Newton
La constante de la gravitación que se expone en la teoría newtoniana de la gravitación puede calcularse midiendo la fuerza de atracción entre dos objetos, de un kilogramo (kg) cada uno, separados a un metro de distancia. Newton formuló la siguiente ley, conocida como ley de gravitación universal: 
| La interacción gravitatoria entre dos cuerpos puede expresarse mediante una fuerza directamente proporcional al producto de las masas de los cuerpos e inversamente proporcional al cuadrado de la distancia que los separa: |

{\displaystyle F=G{\frac {m_{1}m_{2}}{r^{2}}}}

la cual puede ser expresada vectorialmente de la forma:

{\displaystyle {\vec {F}}=-G\;{\frac {m_{1}m_{2}}{|{\vec {r}}|^{2}}}\cdot {\vec {u}}_{r}=-G\;{\frac {m_{1}m_{2}}{|{\vec {r}}|^{2}}}\cdot {\frac {\vec {r}}{|{\vec {r}}|}}}

donde {\displaystyle G} es la constante de gravitación universal cuyo valor es:
{\displaystyle G=6.67430(15)\cdot 10^{-11}~\mathrm {\frac {m^{3}}{kg\cdot s^{2}}} }
Solo se sabe con certeza que son correctas las primeras cifras decimales: se trata de una de las constantes físicas que han sido determinadas con menor precisión. Esto ocasiona dificultades a la hora de medir con precisión la masa de los diferentes cuerpos del sistema solar, como el Sol o la Tierra. Y otras constantes derivadas como la constante de Einstein.
La primera medición de su valor ha sido atribuida en muchas ocasiones a Henry Cavendish, en el experimento de la balanza de torsión descrito en las Philosophical Transactions de 1798 publicadas por la Royal Society. Sin embargo, Cavendish no pretendía obtener el valor de G, sino medir la densidad de la Tierra —que resultó «ser 5.48 veces la del agua»—, sin hacer ninguna referencia a la constante G o a Newton, aunque sí aplicó la ley propuesta por él para comparar fuerzas gravitatorias entre masas diferentes.
El valor actual corresponde al valor oficial publicado por CODATA.
En 2014, científicos italianos de la Universidad de Florencia dirigidos por Gabriel Rosi han referido un nuevo valor para la constante a partir de interferometría cuántica de átomos, cuyos resultados fueron publicado en la revista Nature. Los resultados publicados muestran un error relativo mejor que el logrado por el método de Cavendish.
G, la constante de gravitación universal, no debe ser confundida con g, letra que representa la intensidad del campo gravitatorio de la Tierra, que es lo que habitualmente recibe el nombre de «gravedad» y cuyo valor sobre la superficie terrestre es de aproximadamente 9.8 m/s2.

## Teoría de la gravitación de Einstein
En teoría de la relatividad aparece otra constante llamada constante de la gravitación de Einstein, que viene dada por:

{\displaystyle G_{E}={\frac {8\pi G}{c^{4}}}}

Esta constante es el factor de proporcionalidad entre el tensor de curvatura de Einstein (que es una medida de la intensidad del campo gravitatorio) y el tensor energía-impulso de la materia que provoca el campo:

{\displaystyle G_{ik}=R_{ik}-\left({\frac {g_{ik}R}{2}}\right)+\Lambda g_{ik}=G_{E}\;T_{ik}}

El equivalente clásico de esta última ecuación es la ecuación de Poisson para el potencial gravitatorio:

{\displaystyle \nabla ^{2}\Phi =4\pi G\rho }

## Historia de su medición

### Historia inicial
La existencia de la constante está implícita en la ley de Newton de la gravitación universal publicada en la década de 1680 (aunque su notación como G data de la década de 1890), pero no es calculada en su Philosophiæ Naturalis Principia Mathematica donde postula una dependencia con el cuadrado inverso de la distancia. En los "Principia", Newton consideró la posibilidad de medir la fuerza de la gravedad midiendo la desviación de un péndulo en las proximidades de una gran colina, pero pensó que el efecto sería demasiado pequeño para ser medible. Sin embargo, tuvo la oportunidad de estimar el orden de magnitud de la constante cuando supuso que "la densidad media de la tierra podría ser cinco o seis veces mayor que la densidad del agua", lo que equivale a una constante gravitatoria del orden:
G ≈ 6.7±0.6 x10-11m3⋅kg−1⋅s−2
Una medida fue intentada en 1738 por Pierre Bouguer y Charles Marie de La Condamine en su "Expedición peruana". Bouguer minimizó la importancia de sus resultados en 1740, sugiriendo que el experimento al menos había probado que la Tierra no podía ser una Tierra hueca, como algunos pensadores de la época, incluyendo Edmond Halley, había sugerido.
El experimento de Schiehallion, propuesto en 1772 y completado en 1776, fue la primera medida exitosa de la densidad media de la Tierra y, por lo tanto, indirectamente de la constante gravitatoria. El resultado informado por Charles Hutton (1778) sugirió una densidad de 4.5 g/cm3 (412 veces la densidad del agua), aproximadamente un 20% por debajo del valor moderno. Esto condujo inmediatamente a estimaciones sobre las densidades y masas del Sol, la Luna y los planetas, enviadas por Hutton a Jérôme Lalande para incluirlas en sus tablas planetarias. Como se discutió anteriormente, establecer la densidad promedio de la Tierra es equivalente a medir la constante gravitacional, dado Radio medio de la Tierra y la aceleración gravitatoria media en la superficie de la Tierra, al establecer
{\displaystyle G=g{\frac {R_{\oplus }^{2}}{M_{\oplus }}}={\frac {3g}{4\pi R_{\oplus }\rho _{\oplus }}}.}
Basado en ello, el resultado de Hutton de 1778 es equivalente a G ≈ 8x10-11m3⋅kg−1⋅s−2.

Diagrama de la balanza de torsión utilizada en el experimento de Cavendish realizado por Henry Cavendish en 1798, para medir G, con la ayuda de una polea, las bolas grandes colgadas de un marco se giraron a su posición junto a las bolas pequeñas.

La primera medición directa de la atracción gravitatoria entre dos cuerpos en el laboratorio se realizó en 1798, setenta y un años después de la muerte de Newton, por Henry Cavendish. Determinó un valor para G implícitamente, utilizando una balanza de torsión inventada por el geólogo Rev. John Michell (1753). Usó una viga de torsión horizontal con bolas de plomo cuya inercia (en relación con la constante de torsión) podía saber cronometrando la oscilación de la viga. Su débil atracción por otras bolas colocadas a lo largo de la viga fue detectable por la desviación que causó. A pesar de que el diseño experimental se debe a Michell, el experimento ahora se conoce como el experimento de Cavendish por su primera ejecución exitosa por Cavendish.
El objetivo declarado de Cavendish era "pesar la Tierra", es decir, determinar la densidad media de la Tierra y la masa de la Tierra. Su resultado, ρ🜨 = 5.448|(33) g·cm−3, corresponde a un valor de G = 6.74( 4)x10-11 m3⋅kg−1⋅s−2. Es sorprendentemente preciso, aproximadamente un 1 % por encima del valor moderno (comparable a la incertidumbre estándar declarada del 0,6 %)..

### SigloXIX
La precisión del valor medido de G ha aumentado solo modestamente desde el experimento original de Cavendish. G es bastante difícil de medir porque la gravedad es mucho más débil que otras fuerzas fundamentales, y un aparato experimental no puede separarse de la influencia gravitatoria de otros cuerpos.
Las mediciones fueron realizadas con péndulos por Francesco Carlini (1821, 4.39 g/cm3), Edward Sabine (1827, 4. 77 g/cm3), Carlo Ignazio Giulio (1841, 4.95 g/cm3) y George Biddell Airy (1854, 6.6 g/cm3).
El experimento de Cavendish fue repetido por primera vez por Ferdinand Reich (1838, 1842, 1853), quien obtuvo el valor de 5.5832 (149) g·cm−3, que es peor que el resultado de Cavendish, difiriendo del valor moderno en 1.5%. Cornu y Baille (1873), obtuvieron 5.56 g·cm−3.
El experimento de Cavendish permitió obtener mediciones más confiables que los experimentos tipo "Schiehallion" (deflección) o los tipo "Peruanos" (período en función de la altitud). Los experimentos con péndulo continuaron siendo llevados a cabo por Robert von Sterneck (1883, con resultados entre 5.0 y 6.3 g/cm3) y Thomas Corwin Mendenhall (1880, 5.77 g/cm3).
El resultado de Cavendish fue mejorado por primera vez por John Henry Poynting (1891), quien publicó un valor de  5.49 (3) g·cm−3, que difiere del valor moderno por 0,2 %, pero es compatible con el valor moderno dentro de la banda de incerteza estándar citada de 0.55 %. Además de Poynting, las mediciones realizadas por C. V. Boys (1895) y Carl Braun (1897), con resultados compatibles que indican un valor de G = 6.66 (1)x10−11 m3⋅kg−1⋅s−2. La notación moderna con la constante G fue introducida por Boys en 1894 y se convirtió en estándar a finales de la década de 1890, citándose normalmente los valores en el sistema cgs. Richarz y Krigar-Menzel (1898) intentaron repetir el experimento de Cavendish utilizando 100.000 kg de plomo como masa de atracción. La precisión de su resultado de 6.683(11)x10-11|u=m3⋅kg−1⋅s−2 sin embargo fue del mismo orden de magnitud que los otros resultados de esa época.
Arthur Stanley Mackenzie en Las leyes de la Gravitación (1899) revisa los trabajos realizados en el siglo XIX. Poynting es el autor del artículo "Gravitation" en la Enciclopædia Britannica undécima edición (1911). Allí, él cita un valor de  G = 6.66x10−11 m3⋅kg−1⋅s−2 con una incerteza del 0.2%.

### Valor moderno
Paul R. Heyl (1930) publicó el valor de 6.670(5)x10−11 m3⋅kg−1⋅s−2 (incerteza relativa 0.1%), posteriormente mejorado a  6.673 (3)x10−11 m3⋅kg−1⋅s−2 (incerteza relativa 0.045% = 450 ppm) en 1942.
Los valores publicados de G derivados de mediciones de alta precisión desde la década de 1950 siguen siendo compatibles con Heyl (1930), pero dentro de la incertidumbre relativa de aproximadamente 0,1% (o 1000 ppm) han variado bastante, y no está del todo claro si la incertidumbre se ha reducido en absoluto desde la medición de 1942. Algunas medidas publicadas en las décadas de 1980 a 2000 eran, de hecho, mutuamente excluyentes. El establecimiento de un valor estándar para G con una incertidumbre estándar superior al 0,1 % ha seguido siendo, por tanto, bastante especulativo.
En 1969, se citó el valor recomendado por el National Institute of Standards and Technology (NIST) con una incertidumbre estándar del 0,046 % (460 ppm), rebajada al 0,012 % (120 ppm) en 1986. Pero la continua publicación de mediciones contradictorias llevó al NIST a aumentar considerablemente la incertidumbre estándar en el valor recomendado de 1998, por un factor de 12, hasta una incertidumbre estándar del 0,15%, mayor que la dada por Heyl (1930).
La incertidumbre se redujo de nuevo en 2002 y 2006, pero volvió a aumentar, en un 20% más conservador, en 2010, igualando la incertidumbre estándar de 120 ppm publicada en 1986. Para la actualización de 2014, el CODATA redujo la incertidumbre a 46 ppm, menos de la mitad del valor de 2010, y un orden de magnitud por debajo de la recomendación de 1969.
La siguiente tabla muestra los valores recomendados por el NIST de Estados Unidos desde 1969:
| Año  | G (10−11·m3⋅kg−1⋅s−2) | Incerteza estándar | Ref.   |
| ---- | --------------------- | ------------------ | ------ |
| 1969 | 6.6732(31)            | 460 ppm            | [ 27 ] |
| 1973 | 6.6720(49)            | 730 ppm            | [ 28 ] |
| 1986 | 6.67449(81)           | 120 ppm            | [ 29 ] |
| 1998 | 6.673(10)             | 1.500 ppm          | [ 30 ] |
| 2002 | 6.6742(10)            | 150 ppm            | [ 31 ] |
| 2006 | 6.67428(67)           | 100 ppm            | [ 32 ] |
| 2010 | 6.67384(80)           | 120 ppm            | [ 33 ] |
| 2014 | 6.67408(31)           | 46 ppm             | [ 34 ] |
| 2018 | 6.67430(15)           | 22 ppm             | [ 35 ] |

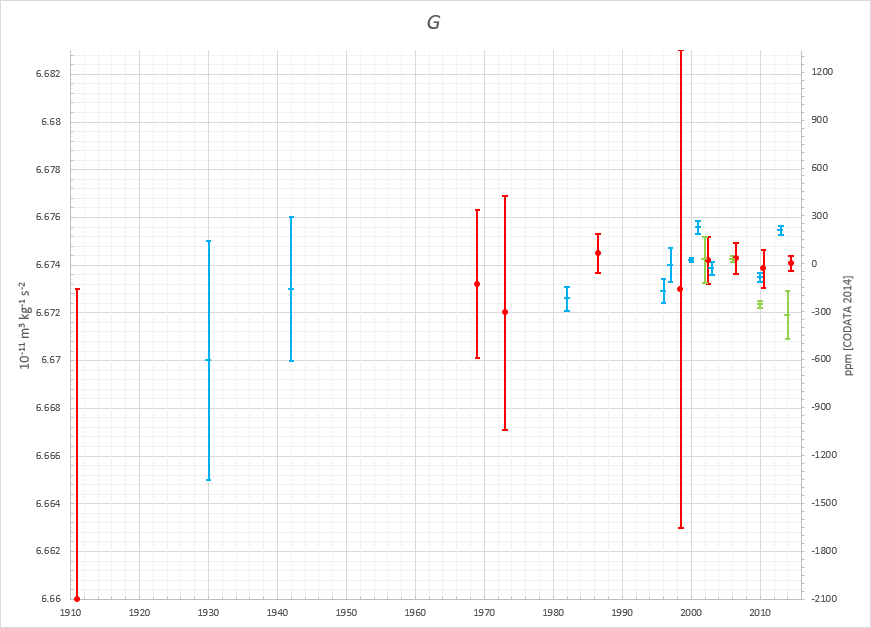
Cronología de las mediciones y los valores recomendados para G desde 1900: los valores recomendados basados en una revisión bibliográfica se muestran en rojo, los experimentos individuales de balanza de torsión en azul, otros tipos de experimentos en verde.

En agosto del 2018, un grupo de investigadores chinos anunciaron una nueva medición basada en balanzas de torsión, 6.674184(78)x10−11 m3⋅kg−1⋅s−2 y 6.674484 (78)x10−11 m3⋅kg−1⋅s−2 basados en dos métodos diferentes. Se sostiene que estos son los valores de medición más precisos realizados a la fecha, con una desviación estándar de solo 12 ppm. La diferencia de 2.7 desviaciones estándar entre los dos resultados que podría haber fuentes de error que no han sido tenidas en cuenta.